# Parque de Santa Margarita (La Coruña)
El parque de Santa Margarita es un parque situado en el centro geográfico de la ciudad de La Coruña (Galicia, España), en el barrio homónimo.

## Descripción
Fue hasta hace pocos años el mayor en superficie de La Coruña, con 51 723 m². Rodeado de ciudad por todas partes guarda todavía los aromas del monte antiguo: pinos y eucaliptos, y otras tradiciones populares como la romería de Santa Margarita (celebrada el último fin de semana de agosto).
La loma se eleva hasta unos 60 metros sobre el nivel del mar donde antaño existían molinos de viento, de los cuales aún quedan restos, siendo uno de ellos rodeado de un estanque para aves acuáticas. Se ha rehabilitado un antiguo palacete construido en los años 40 que acoge desde 1985 el elemento más significativo del parque y pionero en la historia de los museos interactivos: la casa de las Ciencias, además se puede visitar la Fuente de la Bola, el primero de los módulos exteriores de este museo. Es una pieza maciza de granito orbicular conocida como estructura rapakivi, de forma perfectamente esférica y una masa aproximada de 1500 kilos. que se puede mover ejerciendo muy poca fuerza.
Es importante la masa arbórea en la que se incluyen cerca de 70 especies originarias de distintos continentes. Destaca la presencia del abeto español o pinsapo, la mimosa, el roble, el árbol del cielo, el cefalotaxo, el magnolio, el tejo, así como diversas especies de cipreses, olmos, tuyas o enebros. El espacio verde es frecuentado por diversas especies de aves como dos especies de pájaros carpinteros, otras dos de zorzales, el pinzón vulgar, el herrerillo común, el jilguero, el carbonero común, la urraca y el agateador.
El parque cuenta además del pequeño estanque para aves acuáticas, zona de juegos infantiles y edificio de servicios, zona de juego de petanca y chave y un anfiteatro al aire libre. Sin dejar de citar la construcción excavada e integrada en una esquina del recinto: el palacio de la Ópera. A su lado la gran cascada artificial sobre el muro de piedra dejado por la cantera es otra de las señas de identidad del parque.
En cuanto a los motivos ornamentales destacan las referencias tradicionales como varios cruceiros y hórreos. En especial el hórreo de estilo fisterrán de una sólida arquitectura íntegramente ensamblado en piedra, salvo la puerta, donación particular, datado según la inscripción en el siglo XVI.
Merecen una mención la representación escultórica de los ancianos, fundida por X. Piñeiro y el mural artístico de la Avenida de Arteixo. Por este último acceso con hermosa herrería hallaremos el busto de Joaquín Costa, político regeneracionista del siglo XIX con que otrora se dio nombre institucional al parque. Esta subida hasta la casa de las Ciencias es una de las zonas de mayor nivel de ajardinamiento y afluencia de público en lo paseo y uso de las mesas. 
El futuro de este gran espacio verde, ampliable con la vecina zona de esparcimiento del Paseo de los Puentes, pasa por los planes de reforma ya previstos para la ampliación de la diversidad vegetal y mejora del mobiliario urbano.